# Croix de Coucouron
La croix de Coucouron  est une croix monumentale située à Solignac-sur-Loire, en France.

## Généralités
La croix est située sur la route reliant le hameau de Coucouron à Solignac, sur le territoire de la commune de Solignac-sur-Loire, dans le département de la Haute-Loire, en région Auvergne-Rhône-Alpes, en France.

## Historique
La croix est datée du XVe siècle.
La croix est inscrite au titre des monuments historiques par arrêté du 11 juin 1930.

## Description
Posé sur un socle tétraédrique tronqué, un dé carré supporte une colonne cylindrique portant le croisillon, séparé par une astragale. Le croisillon est de section octogonale sans fleurons aux extrémités.
Au niveau iconographique, un Christ de tradition syriaque sous lambel est présenté d'un côté et de l'autre côté, une Vierge à l'enfant sous un dais formé par l'effigie d'un ange aux ailes déployées,.